# Secteur fortifié du Jura

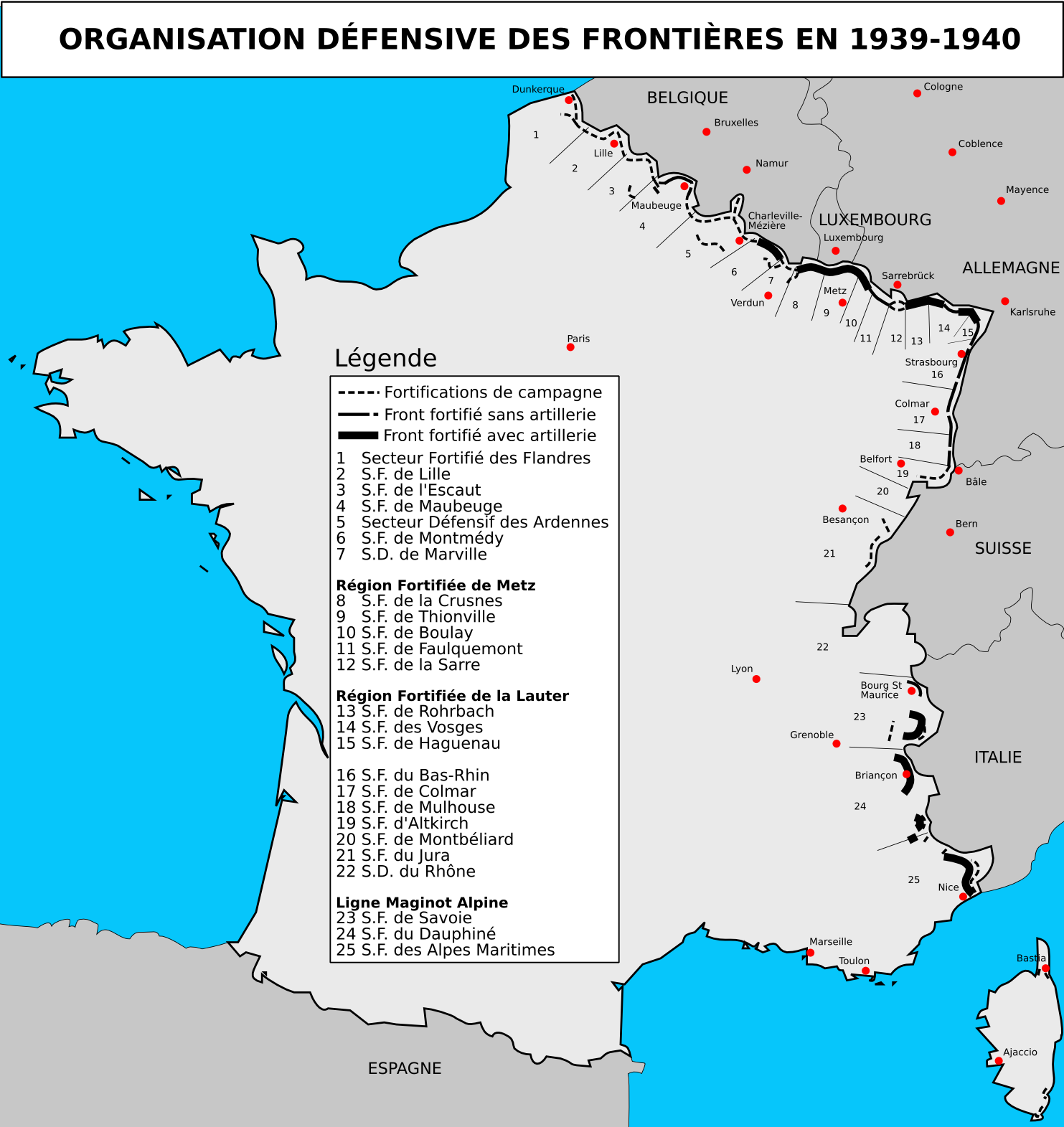
Carte de l'organisation en secteurs de la ligne Maginot.

Le secteur fortifié du Jura, puis secteur fortifié du Jura central, est une partie de la ligne Maginot, situé entre le secteur défensif de Montbéliard au nord-est et le secteur défensif du Rhône au sud-ouest. Il s'étend sur 180 km à proximité de la frontière avec la Suisse.
Il assure la liaison entre les fortifications du Nord-Est (essentiellement en Alsace-Lorraine) et celles du Sud-Est (dans les Alpes, le long de la frontière franco-suisse, entre Goumois et Mouthe (dans le Doubs). Les fortifications du secteur sont légères.
En comparaison de la probable invasion allemande par la Belgique, celle par la Suisse est considéré par la Commission d’Organisation des régions fortifiées comme de probabilité faible. C'est pourquoi le rideau défensif s'appuie sur six fortifications remaniées ou construites au XIX (le fort de Joux, le fort Catinat, le fort Malher, le fort de Saint-Antoine, le fort du Risoux et le fort des Rousses) et seulement 70 ouvrages d'infanterie et d'artillerie (blockhaus, casemates, cuves...) bâtis de 1938 à 1940.
Pour un article plus général, voir Ligne Maginot.

## Organisation et unités
D'abord sous commandement de la 7e région militaire (QG à Besançon) jusqu'à la déclaration de guerre, le secteur se retrouve alors autonome, entre la 8e armée (en Haute-Alsace) et la 6e armée (dans les Alpes).  Le 15 janvier 1940 est créé le « corps d'armée du Jura », qui devient le 25 janvier le 45e corps d'armée de forteresse, autonome jusqu'au 19 mai (puis rattaché à la 8e armée), qui coiffe le secteur fortifié du Jura devenu le « secteur fortifié du Jura central ». Les grandes unités de renforcement sont la 57e division d'infanterie (qui passe au 44e CAF le 21 mai 1940) et la 63e division d'infanterie (toutes deux de réserve, série B).
Le secteur a comme unités organiques utilisées comme équipages des blockhaus et casemates ainsi que comme troupes d'intervalle après la mobilisation, les 1er BCP (bataillon de chasseurs des Pyrénées), 2e BCP et 6e BCP. Ces trois bataillons forment la 1re demi-brigade de chasseurs pyrénéens, soutenus par l'artillerie d'une partie du 170e régiment d'artillerie de position (deuxième groupe : dix canons de 75 mm modèle 1897, quatre 90 mm 1877 de Bange, huit 155 mm C 1915 Saint-Chamond, huit 155 mm C 1917 Schneider et six 155 mm L 1877 de Bange).

## Composants

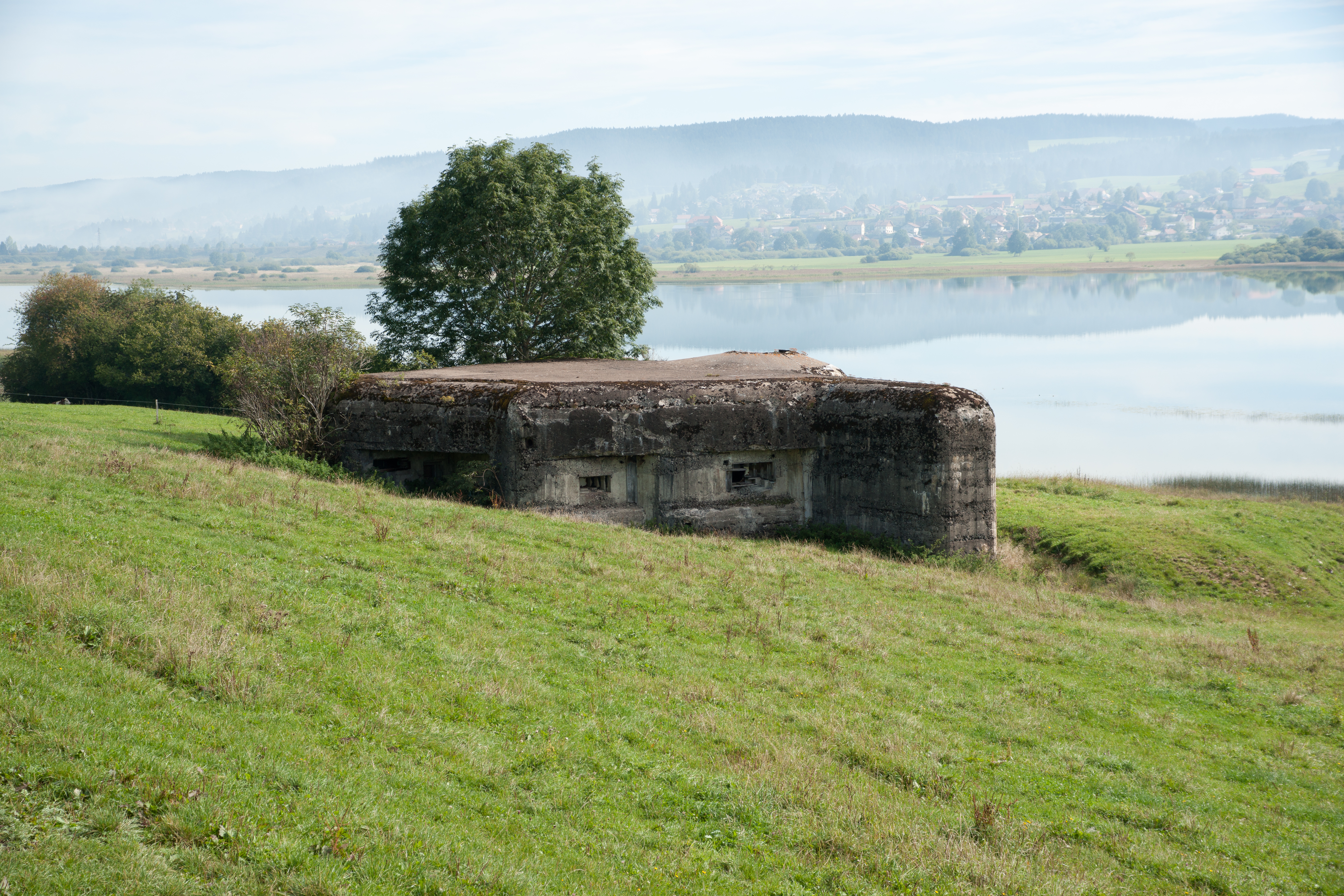
La casemate B38 « Remoray Est » à Labergement-Sainte-Marie.

Dans le but de prévenir une attaque allemande par la Suisse, quelques moyens ont été débloqués pour défendre les axes traversant le Doubs et le massif du Jura : les forts Séré de Rivières sont entretenus pour servir de plate-forme d'artillerie (forts contrôlant les accès à Pontarlier : de Joux, du Larmont et de Saint-Antoine), auxquels se rajoutent dès le temps de paix quelques blockhaus MOM, servant de postes de garde barrant un passage avec un dispositif de mine :
- barrage de La Goule (à Charmauvillers) ;
- ponts de Biaufond et de la Rasse (à Fournet-Blancheroche).

S'y rajoutent des blockhaus pour canon antichar de 47 mm :
- au Bief-Parou (commune de Goumois) ;
- à Villers-le-Lac, Les Fins et Pont-de-la-Roche (accès à Morteau) ;
- à La Cluse (accès à Pontarlier) ;
- à Labergement-Sainte-Marie et Remoray (sud du lac de Saint-Point).

Après la mobilisation de 1939, l'effort s'intensifie nettement avec l'édification de plusieurs casemates STG formant des lignes de défense :
- ligne de Morteau, quatorze casemates prévus, quatre terminées en juin 1940 ;
- ligne au sud de Pontarlier, six casemates prévus, trois terminées (à Verrières-de-Joux, La Cluse-et-Mijoux et à Oye-et-Pallet).

La construction des ouvrages a été partagée entre les entreprises privées et la main-d'œuvre militaire (MOM) de l'armée.

### Recensement
Les 158 réalisations modernes recensés pour ce secteur, se répartissent entre :
- le poste de commandement du secteur à Avoudrey[8] ;
- un dépôt de munitions à Pontarlier[9] ;
- trois casernements à Pontarlier, la Goule et Pont de la Rasse ;
- un corps de garde défensif ;
- un abri ;
- 53 blockhaus simple ou double pour arme infanterie, canon ou de type indéterminé[10] ;
- trois positions d'artillerie préparée ;
- une cuve pour canon ;
- 11 casemates d'infanterie simples ou doubles ;
- cinq cuves pour arme d'infanterie originellement équipées de tourelles démontables STG[11] ;
- sept barrages de route ;
- 71 dispositifs de mine permanents.

## Histoire
La prise du fort Catinat par les Allemands est le principal fait d'armes de la bataille de France dans le secteur du Jura : le 16 juin 1940, les Allemands sont signalés. Le 17 au matin, l'artillerie française en position dans la région de Grange-Dessus est anéantie par l'aviation. Le fort ne peut donc se défendre que par lui-même. Pendant six heures, les obus tombent et à 13 h 15 toutes les communications sont coupées.
L'infanterie allemande attaque alors le fort sur trois côtés, mais elle est tenue en respect. Les défenseurs effectuent un feu continu, mais deux mitrailleuses sur quatre sont détruites. Vers 18 h, l'infanterie allemande arrive au contact du fort. À 18 h 45, un premier assaut est lancé, les Allemands descendent dans les fossés à l'aide de cordes mais sont repoussés. Par six fois les attaques allemandes sont rejetées. À 19 h 40, il ne reste plus qu'une seule mitrailleuse et très peu de munitions.
Les Allemands tentent d'enfoncer la porte mais sont repoussés une fois encore. La situation est désespérée, mais le but de retarder l'ennemi est atteint. Le général allemand propose aux défenseurs la reddition du fort. À 20 h, la garnison composée de 122 hommes et huit officiers sort du fort en présence des troupes allemandes qui lui présentent les armes.
29 000 soldats français et marocains et 12 000 Polonais du 45e corps d'armée, quelques détachements britanniques et 600 Belges, ainsi qu'un important matériel, des véhicules militaires, des voitures hippomobiles et 4 500 chevaux parvinrent à se réfugiés en Suisse ou ils furent internés.